# Kościół Nawiedzenia Najświętszej Maryi Panny w Rozprzy
Kościół Nawiedzenia Najświętszej Maryi Panny – rzymskokatolicki kościół parafialny należący do dekanatu Rozprza archidiecezji częstochowskiej.

## Historia
Rozbudowę świątyni prowadził ksiądz Stanisław Szabelski, który rozpoczął urzędowanie w parafii 1 listopada 1913 roku – po śmierci ks. Józefa Jezierskiego, który załatwił wszelkie potrzebne formalności. Pracami budowlanymi kierował architekt Feliks Nowicki. Trwały one dość szybko, ponieważ w uroczystość Św. Wojciecha 1914 roku dziekan z Piotrkowa Trybunalskiego ksiądz kanonik Antoni Zagrzejewski poświęcił kamień węgielny. W momencie rozpoczęcia I wojny światowej budowla miała już założone sklepienia. Po zakończeniu wojny prace budowlane kontynuowane były przez księdza Bolesława Szymanowskiego. Ostatecznie kościół został konsekrowany pod wezwaniem Nawiedzenia Najświętszej Maryi Panny 2 sierpnia 1959 roku przez ordynariusza częstochowskiego Zdzisława Golińskiego. W ołtarzu głównym zostały umieszczone relikwie Świętych Biskupów Męczenników Stanisława i Jozafata. W świątyni jest umieszczony także słynący łaskami obraz Matki Bożej Rozprzańskiej. Koronowany został 14 listopada 2009 roku przez arcybiskupa Stanisława Nowaka. W ostatniej dekadzie w kościele wykonano takie prace jak, wykonanie nowej elewacji zewnętrznej, zamontowanie witraży, wyremontowanie dachu i prezbiterium (założenie nowej posadzki, wykonanie ambonki, ołtarza i miejsca przewodniczenia), założenie promiennikowego ogrzewania, wymienienie drzwi, odmalowanie wnętrza i generalny remont wieży.

## Tablice pamiątkowe
Na zewnętrznej elewacji wieży, przy głównym wejściu, wiszą dwie tablice pamiątkowe:
- z okazji 1050-lecia Chrztu Polski ze słowami Jana Pawła II: Niech zstąpi Duch Twój i odnowi oblicze Ziemi, tej Ziemi,
- z okazji 950-lecia Rozprzy z sylwetką wieży kościelnej (2015)[2].

## Galeria

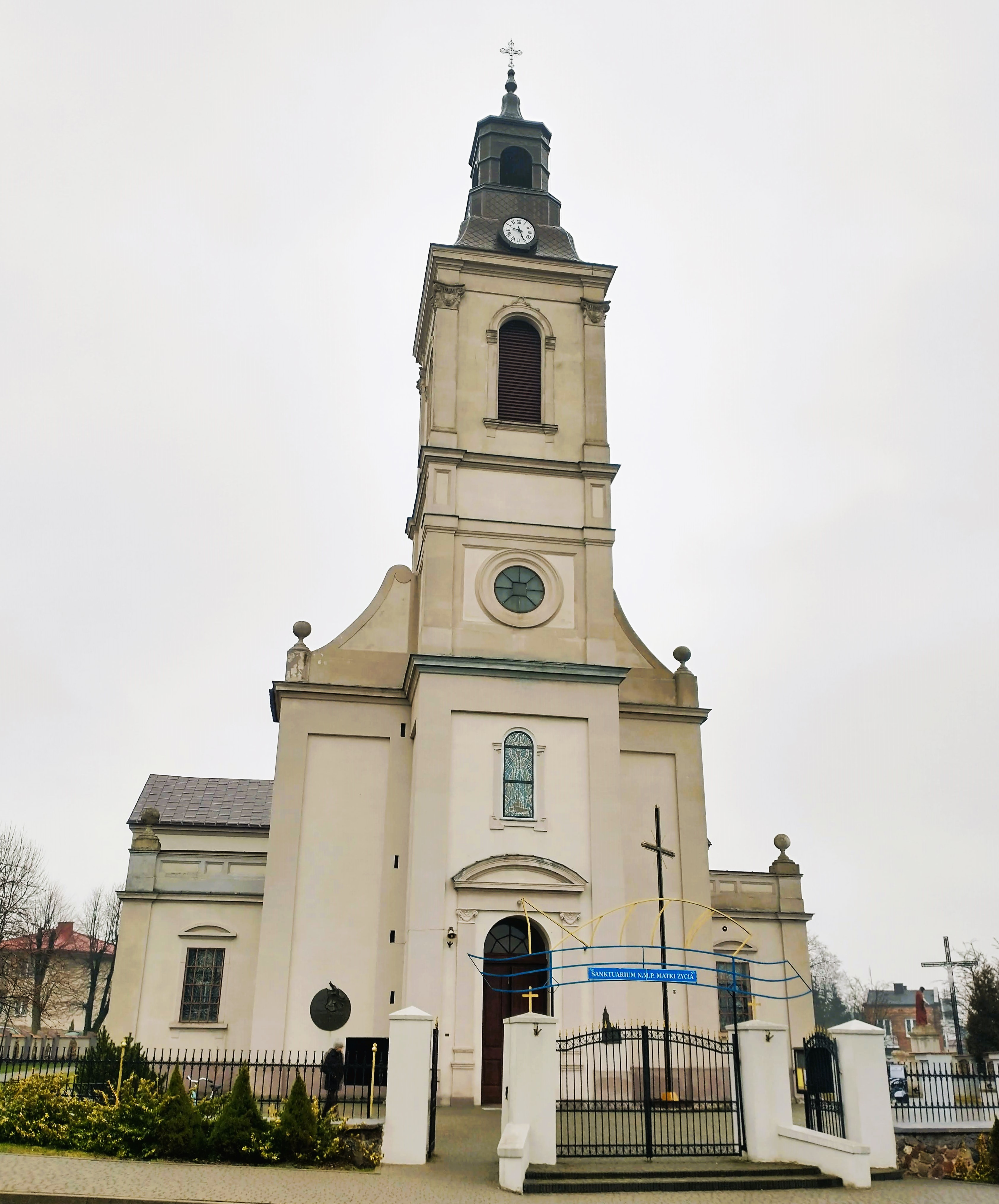
Wieża
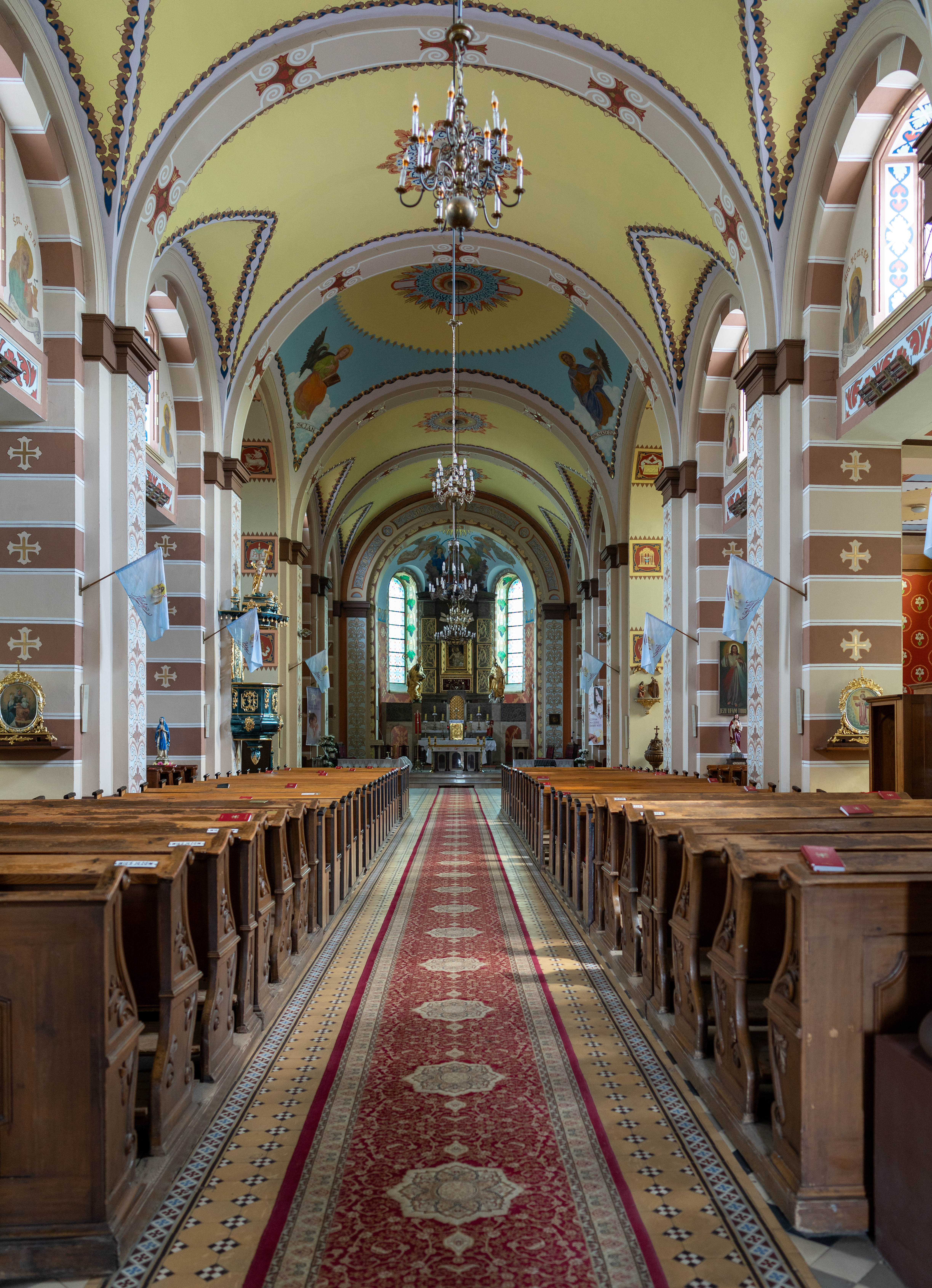
Wnętrze